# 37391 Ebre
37391 Ebre è un asteroide della fascia principale. Scoperto nel 2001, presenta un'orbita caratterizzata da un semiasse maggiore pari a 2,3583713 UA e da un'eccentricità di 0,2305099, inclinata di 6,54859° rispetto all'eclittica.